# John Amos
John Amos Jr. (Newark, 27 dicembre 1939 – Inglewood, 21 agosto 2024) è stato un attore statunitense.

## Biografia
Nato a Newark (New Jersey) il 27 dicembre 1939 da Annabelle e John Sr., frequentò la Colorado State University e fu campione di pugilato conquistando il titolo di Golden Glove. Nel 1967 trascorse un periodo di prova con la squadra dei Kansas City Chiefs della American Football League, dove disputò alcuni incontri a livello semi-professionistico. 
Le sue più note interpretazioni furono probabilmente quelle del personaggio di Gordy Howard, il meteorologo della sit-com Mary Tyler Moore Show (1970-1973), e quella di James Evans Sr., il padre disoccupato cronico, nell'altra sitcom degli anni Settanta Good Times (1974-1976).
Amos fece inoltre parte del cast della miniserie televisiva Radici (1977), vincitore del Premio Emmy, interpretando il ruolo di Kunta Kinte adulto. In seguito interpretò il ruolo del Capitano Dolan in Hunter (1984-1985), fu co-protagonista nel dramma poliziesco della CBS The District e prese parte a diversi episodi di altre serie televisive come I Robinson, Willy, il principe di Bel-Air e A-Team. Nel cinema Amos partecipò a diverse pellicole come Kaan principe guerriero (1982), Il principe cerca moglie (1988) e 58 minuti per morire - Die Harder (1990); interpretò anche il capitano Meissner nel film Sorvegliato speciale (1989), con Sylvester Stallone, e apparve nell'episodio Il gatto nero del film Due occhi diabolici (1990) di Dario Argento.
Morì a Inglewood il 21 agosto 2024, all'età di 84 anni, a causa di un'insufficienza cardiaca. Il decesso venne annunciato dal figlio Kelly Christopher Amos e successivamente venne cremato.

## Filmografia parziale

### Cinema
- Punto zero (Vanishing Point), regia di Richard C. Sarafian (1971)
- Sweet Sweetback's Baadasssss Song, regia di Melvin Van Peebles (1971)
- Nanù, il figlio della giungla (The World's Greatest Athlete), regia di Robert Scheerer (1973)
- Let's Do It Again, regia di Sidney Poitier (1975)
- Touched by Love, regia di Gus Trikonis (1980)
- Kaan principe guerriero (The Beastmaster), regia di Don Coscarelli (1982)
- Il principe cerca moglie (Coming to America), regia di John Landis (1988)
- Sorvegliato speciale (Lock Up), regia di John Flynn (1989)
- Due occhi diabolici (Two Evil Eyes), regia di Dario Argento, episodio Il gatto nero (1990)
- 58 minuti per morire - Die Harder (Die Hard 2), regia di Renny Harlin (1990)
- Mac, regia di John Turturro (1992)
- Il dottor Dolittle 3 (Dr. Dolittle 3), regia di Rich Thorne (2006)
- Madea - Protezione testimoni (Madea's Witness Protection), regia di Tyler Perry (2012)
- Giustizieri da strapazzo in Luisiana (Bad Asses on the Bayou), regia di Craig Moss (2015)
- Il principe cerca figlio (Coming 2 America), regia di Craig Brewer (2021)
- Me Time - Un weekend tutto per me (Me Time), regia di John Hamburg (2022)
- The Last Rifleman - Ritorno in Normandia (The Last Rifleman), regia di Terry Loane (2023)

### Televisione
- Mary Tyler Moore – serie TV, 13 episodi (1970-1977)
- Good Times – serie TV, 61 episodi (1974-1976)
- Radici (Roots) – miniserie TV, 3 puntate (1977)
- A-Team (The A-Team) – serie TV, episodio 2x17 (1984)
- Hardcastle & McCormick (Hardcastle and McCormick) – serie TV, episodio 1x20 (1984)
- Hunter – serie TV, 14 episodi (1984-1989)
- La signora in giallo (Murder, She Wrote) – serie TV, episodio 3x16 (1987)
- I Robinson (The Cosby Show) – serie TV, episodio 5x02 (1988)
- Willy, il principe di Bel-Air (The Fresh Prince of Bel-Air) – serie TV, episodi 5x12-5x18-5x25 (1994-1995)
- Hologram Man, regia di Richard Pepin – film TV (1995)
- Walker Texas Ranger – serie TV, episodio 5x24 (1997)
- West Wing - Tutti gli uomini del Presidente (West Wing) – serie TV, 21 episodi (1999-2004)
- The District – serie TV, 10 episodi (2000-2001)
- Men in Trees - Segnali d'amore (Men in Trees) – serie TV, 27 episodi (2006-2008)
- Psych – serie TV, episodio 2x06 (2007)
- Due uomini e mezzo (Two and a Half Men) – serie TV, episodio 7x17 (2009)
- 30 Rock – serie TV episodio 5x03 (2010)
- Lie to Me – serie TV episodio 3x08 (2010)
- Royal Pains – serie TV, episodio 2x11 (2010)

## Doppiatori italiani
Nelle versioni in italiano delle opere in cui ha recitato, John Amos è stato doppiato da:
- Vittorio Di Prima in Radici, Men in Trees - Segnali d'amore, Due uomini e mezzo, Psych
- Alessandro Rossi in Hunter, Due occhi diabolici, Il vincitore, Il dottor Dolittle 3
- Glauco Onorato in Nanù, il figlio della giungla, West Wing - Tutti gli uomini del presidente
- Michele Gammino ne I Robinson, Me Time - Un weekend tutto per me
- Bruno Alessandro in Royal Pains, The Last Rifleman - Ritorno in Normandia
- Luigi Casellato in Punto zero
- Mauro Bosco in Good Times
- Gino Pagnani in La signora in giallo
- Romano Ghini ne Il Principe cerca moglie
- Renato Mori in Sorvegliato speciale
- Marcello Tusco in 58 minuti per morire - Die Harder
- Ennio Coltorti in Mac
- Diego Reggente ne Il tocco di un angelo
- Paolo Buglioni in Hologram Man
- Gianni Giuliano in The District
- Paolo Marchese in My Name is Earl
- Elio Zamuto in Lie To Me
- Giovanni Petrucci in 30 Rock
- Angelo Nicotra in NYC 22
- Pietro Ubaldi in Giustizieri da strapazzo in Luisiana
- Toni Garrani ne Il principe cerca figlio